# Établissement public de santé en France
Pour les articles homonymes, voir EPS.
En France, un établissement public de santé (EPS) est un établissement public qui assure des services traditionnellement inclus sous l'expression de service public hospitalier (SPH). Ces services peuvent être regroupés en quatre domaines :
- les soins ;
- la prévention :
- l'enseignement et la formation professionnelle ;
- la recherche scientifique et médicale.

Les établissements publics de santé entrent désormais – depuis la loi du 21 juillet 2009 portant réforme de l’hôpital et relative aux patients, à la santé et aux territoires (dite loi HPST) – dans la catégorie des établissements publics de l'État. Le statut et la mission des EPS sont fixés par le titre IV du livre premier de la sixième partie du code de la santé publique.
Un établissement public de santé a un statut de personne morale de droit public, dotée de l’autonomie financière, et gérée par un directeur, assisté d'un directoire, avec le concours d'un conseil de surveillance. 
Le ressort des établissements publics de santé peut être selon le cas communal, intercommunal, départemental, régional, interrégional ou national. Ils sont soumis au contrôle de légalité assuré, sauf exception, par le directeur général de l'agence régionale de santé.

## Historique
La notion d’« établissement public de santé » a été introduite par la loi de réforme hospitalière du 31 juillet 1991 pour remplacer l'expression d’« hôpitaux et hospices publics ». Le régime des établissements publics de santé a été modifié à plusieurs reprises, mais les réformes les plus importantes sont celles de 1996, de 2005, de 2009 et de 2016. 

### Réforme de 1996
La réforme de 1996, prise dans le cadre du plan Juppé, a porté sur plusieurs points : 
- création des Agences régionales de l'hospitalisation chargées du rôle de planification et de contrôle ; le contrôle des établissements publics de santé échappe en grande partie au préfet ;
- intégration de représentants des usagers au sein du conseil d'administration des établissements publics de santé, à la place des représentants de l'Assurance maladie désormais représentés au sein des ARH ;
- développement de la contractualisation externe et interne comme mode de gestion.

### Réforme de 2005
La réforme de 2005 a entraîné plusieurs changements : 
- renforcement des prérogatives de la commission médicale d'établissement ;
- création, sauf dans les hôpitaux locaux, d'un conseil exécutif associant les cadres administratifs et des représentants de la commission médicale d'établissement, pour se rapprocher d'une « cogestion » entre administratifs et praticiens ;
- simplification de l'organisation interne faisant ressortir des « pôles d'activité » disposant d'une plus large autonomie ;
- remplacement du budget par un état des prévisions de recettes et de dépenses, dans le but de développer la tarification à l'activité ;
- instauration de procédures de « redressement » en cas de problèmes financiers.

### Réforme de 2009-2010
La réforme introduite par la loi du 21 juillet 2009 et entrée en vigueur en 2010 modifie la gouvernance des établissements publics de santé en instaurant un système dual : au lieu du conseil d'administration et du directeur, elle prévoit d'une part un directeur assisté d'un directoire, d'autre part un conseil de surveillance. 
Par rapport au conseil d'administration, le nombre des membres du conseil de surveillance se trouve réduit et ses attributions sont également limitées. La réforme met également fin au principe selon lequel le président du conseil d'administration était de droit le chef de l'exécutif de la collectivité territoriale de rattachement (maire ou président de conseil général) ; le président du conseil de surveillance, élu par celui-ci, peut être un élu local mais aussi une personnalité qualifiée. 
Le conseil exécutif disparaît au profit du directoire. Le directeur se voit accorder des prérogatives supplémentaires qu'il exerce, soit seul, soit avec le président de la commission médicale d'établissement, soit avec le directoire. La commission médicale d'établissement perd les pouvoirs de décision que lui avait attribués l'ordonnance de 2005. 

### Réforme de 2016
La loi no 2016-41 du 26 janvier 2016 rétablit la notion de service public hospitalier. 

## Activité
En 2006, près de 8,4 millions de personnes ont été hospitalisées dans les établissements publics de santé, soit 260 000 hospitalisations de plus qu'en 2004.
Parallèlement, 4,7 millions de personnes ont été hospitalisées en secteur privé (voir détail en rubrique Organisation Administrative, « Organisation interne - Financement »).

## Missions
Un établissement public de santé a vocation à assurer des missions connues traditionnellement sous l'expression de service public hospitalier (SPH), notion supprimée en 2009 mais rétablie en 2016. Ces missions de service public peuvent être regroupées en quatre domaines : 

### Soin
La mission première s'ordonne autour des soins (curatifs et palliatifs). Le soin peut s'accompagner d'un hébergement (hospitalisation) mais ce n'est pas systématiquement le cas.
Contrairement aux établissements privés, le patient est un « usager » de l'établissement public qui demeure responsable des actes médicaux pratiqués par les médecins hospitaliers qui sont salariés par l'établissement. 
Le patient n'est pas « usager » d'un établissement privé. Le rapport est contractuel entre le patient et le médecin libéral qui a pris en charge le patient. Celui-ci demeure responsable médicalement du patient tout au long de son hospitalisation.

### Prévention
Au-delà de sa fonction réparatrice, l'établissement joue un rôle important dans la prévention sanitaire, seul ou en collaboration avec certains partenaires de santé publics ou privés, notamment en matière de lutte contre le tabagisme, contre l'alcoolisme ou contre la tuberculose. Il occupe une place privilégiée dans le domaine du dépistage de certaines maladies, en particulier le cancer et le sida. 

### Enseignement et formation professionnelle
Un EPS est un centre de formation important au bénéfice des étudiants en médecine comme des étudiants inscrits à l'Institut de formation en soins infirmiers qui prépare aux métiers d'infirmier et d'aide-soignant. Les différents services reçoivent également très régulièrement des étudiants et des stagiaires dans divers domaines d'activité sanitaire et sociale. Les centres hospitaliers universitaires (CHU) sont plus particulièrement impliqués dans ces activités. 

### Recherche scientifique et médicale
Les EPS participent à la recherche clinique dans un certain nombre de ses services médicaux.

## Organisation administrative

### Organes de l'établissement
Le directeur est le représentant légal de l'établissement public de santé, il dispose de prérogatives importantes et est chargé de sa gestion courante sous le contrôle du conseil de surveillance. Il est nommé :
- par décret pris sur le rapport du ministre de la Santé pour les établissements à ressort régional, interrégional ou national ; pour les centres hospitaliers universitaires, le décret est pris également sur le rapport du ministre chargé de l'enseignement supérieur ;
- par arrêté du directeur général du Centre national de gestion dans les autres cas.

Présidé par le directeur, le directoire comprend sept membres, neuf dans le cas des CHU. Le président de la commission médicale d'établissement est vice-président du directoire. Dans les CHU, il existe deux autres vice-présidents, un vice-président doyen, directeur de l'unité de formation et de recherche médicale, et un vice-président chargé de la recherche. Le directoire comprend en outre le président de la commission des soins infirmiers, de rééducation et médicotechnique. Le directeur complète le directoire en choisissant d'autres membres parmi le personnel d'encadrement de l'établissement, de sorte que les membres des professions médicales soient majoritaires. Le directoire conseille le directeur et doit être consulté sur certaines décisions. 
Le conseil de surveillance contrôle l'activité de l'établissement et adopte certaines décisions. Le conseil de surveillance comprend neuf membres dans la plupart des hôpitaux à ressort communal, quinze dans les hôpitaux à ressort communal les plus importants et dans tous les autres. Il se compose à parité de représentants des collectivités territoriales, de représentants du personnel, et de personnalités qualifiées dont des représentants des usagers. La présidence du conseil de surveillance est attribuée à une personne élue par lui choisie parmi les élus locaux ou parmi les personnalités qualifiées. 
La commission médicale d'établissement est l'organe de représentation du personnel médical et pharmaceutique de l'établissement. Elle est consultée sur les principaux projets de l'établissement et joue un rôle d'évaluation. Membre du directoire, le président élu de la commission médicale d'établissement dispose de compétences propres. 
La commission des soins infirmiers, de rééducation et médicotechniques, qui a remplacé en 2005 la commission du service des soins infirmiers, est un organe consultatif chargé de donner son avis sur l'organisation des soins infirmiers et l'accompagnement des patients, ainsi que sur la formation du personnel infirmier, médicotechnique et de rééducation. Elle est aussi consultée sur le projet d'établissement. 
Le comité social d'établissement est l'organe de représentation du personnel non médical. Il est consulté sur les questions stratégiques et sur ce qui concerne le personnel (conditions de travail, politique sociale...). Il peut émettre des vœux. À côté du comité social d'établissement, une formation spécialisée en matière de santé, de sécurité et de conditions de travail peut être instituée pour examiner les questions liées à la santé au travail ainsi qu'aux conditions de travail. Si cette formation n'est pas présente dans l'établissement, le comité social d'établissement se prononce sur ces sujets. 

### Organisation interne
Les établissements publics de santé, sauf les hôpitaux locaux, sont divisés, depuis 2005, en pôles d'activité. Ces pôles ont soit une activité clinique, soit une activité médicotechnique. Chaque pôle est placé sous l'autorité d'un chef de pôle (responsable de pôle avant 2010) choisi si possible parmi les praticiens titulaires, qui est assisté, pour les pôles d'activité clinique, d'une part d'un cadre de santé ou d'une sage-femme, d'autre part d'un cadre administratif.
Un pôle peut être divisé en structures internes. Un conseil de pôle était consulté sur toutes les questions intéressant le pôle, mais la loi Hôpital, patients, santé et territoire a supprimé ces conseils de pôles.

## Financement
Le financement des établissements publics de santé et des établissements privés (3,5 millions de personnes ont été hospitalisées en secteur privé à but lucratif et 1,2 million dans le secteur privé à but non lucratif) exerçant des missions de service public est essentiellement assuré par la tarification à l'activité (T2A), à hauteur de 50 % en 2007 et de 100 % à partir de 2008, ainsi que par la dotation annuelle complémentaire (DAC). Ces crédits sont essentiellement versés par l'assurance maladie (ce qui représente 90 % de l'état prévisionnel des recettes et des dépenses), le solde correspondant à ce qui est versé par les malades et leurs mutuelles. 

En début d'année, chaque établissement de santé présente un budget grâce à des prévisions d'activité. Il arrive alors que certains hôpitaux présente en fin d'année un déficit, les dépenses ayant été plus importantes ou augmentant plus rapidement que les recettes, à la suite de la tarification à l'activité.

## Structure

### Place des établissements publics dans le paysage hospitalier
Au 31 décembre 2008, on comptait en France, 2 784 établissements ou entités juridiques sanitaires se partageant le secteur public (983 établissements publics de santé) et le secteur privé (1 801 établissements privés). 
Cette dualité public/privé constitue une des particularités du système hospitalier français qui présente un paysage varié en faisant cohabiter des établissements de trois types. La France possède le système hospitalier privé le plus important en Europe tant en termes d’établissements que de lits.
| Catégorie d'établissement | Entités | Lits    | Places |
| --- | ------- | ------- | ------ |
| Secteur public | 983     | 284 140 | 35 705 |
| CHR et CHU | 31      | 79 154  | 7 720  |
| Centre hospitalier (CH) | 511     | 155 713 | 13 233 |
| Centre hospitalier spécialisé en psychiatrie (CHS)                                                                                               | 90      | 28 019  | 14 369 |
| Hôpital local (HL) | 334     | 19 610  | 220    |
| Autres établissements publics | 17      | 1 644   | 163    |
| Secteur privé (pour comparaison) | 1 801   | 156 287 | 22 824 |
| Source : Direction de la recherche, des études, de l'évaluation et des statistiques, Les grands établissements de santé, chiffres à jour en 2014 |         |         |        |

### Capacité d’accueil
En 2004, ces établissements disposaient d’une capacité d’accueil de 485 769 lits en hospitalisation à temps complet et de 45 727 places en hospitalisation à temps partiel de jour et de nuit ou de chirurgie ambulatoire.

### Catégories d'établissements publics de santé
Traditionnellement, on distinguait plusieurs catégories d'établissements publics de santé :
- les 33[6] centres hospitaliers régionaux (CHR) dont 30 ont le rôle de centre hospitalier universitaire (CHU) ;
- les hôpitaux locaux, en général de petites structures faiblement médicalisées ;
- les centres hospitaliers qui sont définis par défaut comme n'étant ni des CHR ni des hôpitaux locaux ; parmi ces centres hospitaliers, un au moins par département est spécialisé en santé mentale (ils sont connus sous le nom d'hôpitaux psychiatriques) ;
- quelques établissements à statut particulier n'entrant dans aucune des catégories ci-dessus.

La loi HPST de 2009 mentionne toujours les CHR et CHU, mais pour les autres types d'hôpitaux elle définit le ressort d'activité : national, régional, départemental ou local. Les catégories de « centre hospitalier » et d'« hôpital local » n'ont plus de fondement juridique.
L'Assistance publique - Hôpitaux de Paris, l'Assistance publique - Hôpitaux de Marseille et les Hospices civils de Lyon sont des CHR dont l'organisation, en raison de leur taille et de leur division sur plusieurs sites, présente des particularités. 
Les établissements à statut particulier sont :
- les établissements publics de santé nationaux :
  - l'Hôpital des Quinze-Vingts,
  - l'établissement public de santé national de Fresnes, placé au sein de la maison d'arrêt de Fresnes,
- le centre d'accueil et de soins hospitaliers de Nanterre ;
- trois établissements publics de santé de la France d'outre-mer ;
  - l'EPS de Saint-Pierre-et-Miquelon,
  - l'EPS territorial de Mayotte,
  - l'Agence de santé des îles Wallis-et-Futuna.

## Personnel
Les établissements de santé emploient près d’un demi-million de personnes : 
- 158 992 praticiens hospitaliers (médecins, biologistes, odontologistes, pharmaciens, internes), faisant fonction d’internes et diplômés inter-universitaires de spécialité.
On enregistre une certaine stabilité par rapport à 1998.
Les deux tiers sont employés par les hôpitaux publics, 27 % dans les établissements privés sous OQN et 9 % dans les établissements privés sous dotation globale.
Ces effectifs augmentent légèrement dans le secteur public (+0,9 %).
Dans le secteur privé, les diminutions observées (-0,3 % pour les établissements sous dotation globale, -1,2 % pour ceux soumis à l’OQN) doivent être relativisées : elles concernent en grande partie des médecins appelés à titre exceptionnel dont la contribution globale à l’activité est faible ;
- 922 565 équivalent temps plein, personnels non médicaux, qui font partie de la fonction publique hospitalière ou sont employés sous contrat, dont près de 70 % travaillent dans les services de soins.
Les trois-quarts de ces personnels relèvent des établissements publics.
Les effectifs augmentent de 0,9 % dans les hôpitaux publics, se maintiennent dans les établissements sous dotation globale et régressent de 0,3 % dans les établissements sous OQN.
Le personnel des services de soins et sociaux est en hausse dans les trois catégories d’établissements notamment en ce qui concerne les infirmiers qu’ils soient spécialisés ou non ;
- environ 10 % de la population exerce dans le secteur de la santé dans l'hexagone. Côté établissements de soin, c'est presque 65 % des postes qui sont détenus par du personnel soignant et éducatif.
Les infirmiers représentent, eux, 75 % du personnel présent en établissement de soin.
Ce pourcentage inclut infirmiers et infirmières spécialisés, c'est-à-dire les Infirmiers Anesthésistes diplômés d'État (IADE) ou encore les Infirmiers de bloc opératoire (IBODE).

Enfin, l'administration compose 10 % du paysage soignant contre 15 % pour le personnel technique et médicotechnique.